# 達拉斯星
達拉斯星隊（Dallas Stars）是美國達拉斯的國家冰球聯盟隊伍，隸屬於西部联盟中央分區。
1967年，達拉斯星隊成立，其前身為明尼蘇達北星隊（Minnesota North Stars）；於1993年，遷至達拉斯，並於1998-1999賽季贏得第一次史丹利盃。